# فرودگاه ویتاکر
فرودگاه ویتاکر  (به انگلیسی: Whitaker Airport)  یک فرودگاه خصوصی   است که یک باند فرود شن-خاک دارد و طول باند آن ۶۰۹ متر است. این فرودگاه در  کشور ایالات متحده آمریکا قرار دارد و در ارتفاع ۱۹۰ متری از سطح دریا واقع شده است.